# Piove (ciao ciao bambina)/Ventu d'estati
Piove (ciao ciao bambina)/Ventu d'estati è un singolo del cantante italiano Domenico Modugno, pubblicato nel 1959.
La titletrack è stata scritta da Dino Verde e Domenico Modugno e  presentata all'Eurovision Song Contest 1959, dopo aver vinto il Festival di Sanremo 1959. È una ballata drammatica, che racconta di un amante che chiede alla fidanzata un altro bacio e di non allontanarsi perché prova ancora amore per lei.

## Cover
Il singolo è stato pubblicato in numerose edizioni in vari paesi dalle etichette discografiche Fonit, Oriole, Karusell e Polydor.
Furono realizzate diverse versioni della canzone tra cui:
- Willy Alberti, che raggiunse la prima posizione nei Paesi Bassi per 9 settimane
- Caterina Valente con Tschau tschau Bambina...!, che raggiunse la prima posizione nei Paesi Bassi per 9 settimane e nelle Fiandre, in Belgio, per 2 settimane e seconda posizione in Germania Ovest
- Aurelio Fierro
- Luciano Tajoli
- Xavier Cugat
- Franck Pourcel
- Fred Buscaglione
- Piove è stata citata nel brano L'ultimo bacio di Carmen Consoli e in Ragazza magica di Jovanotti.